# Vingerpalpputkopje
Het vingerpalpputkopje (Micrargus herbigradus) is een spinnensoort in de taxonomische indeling van de hangmatspinnen (Linyphiidae).
Het dier komt uit het geslacht Micrargus. Micrargus herbigradus werd in 1854 beschreven door John Blackwall.